# Minoritenkloster Asparn an der Zaya

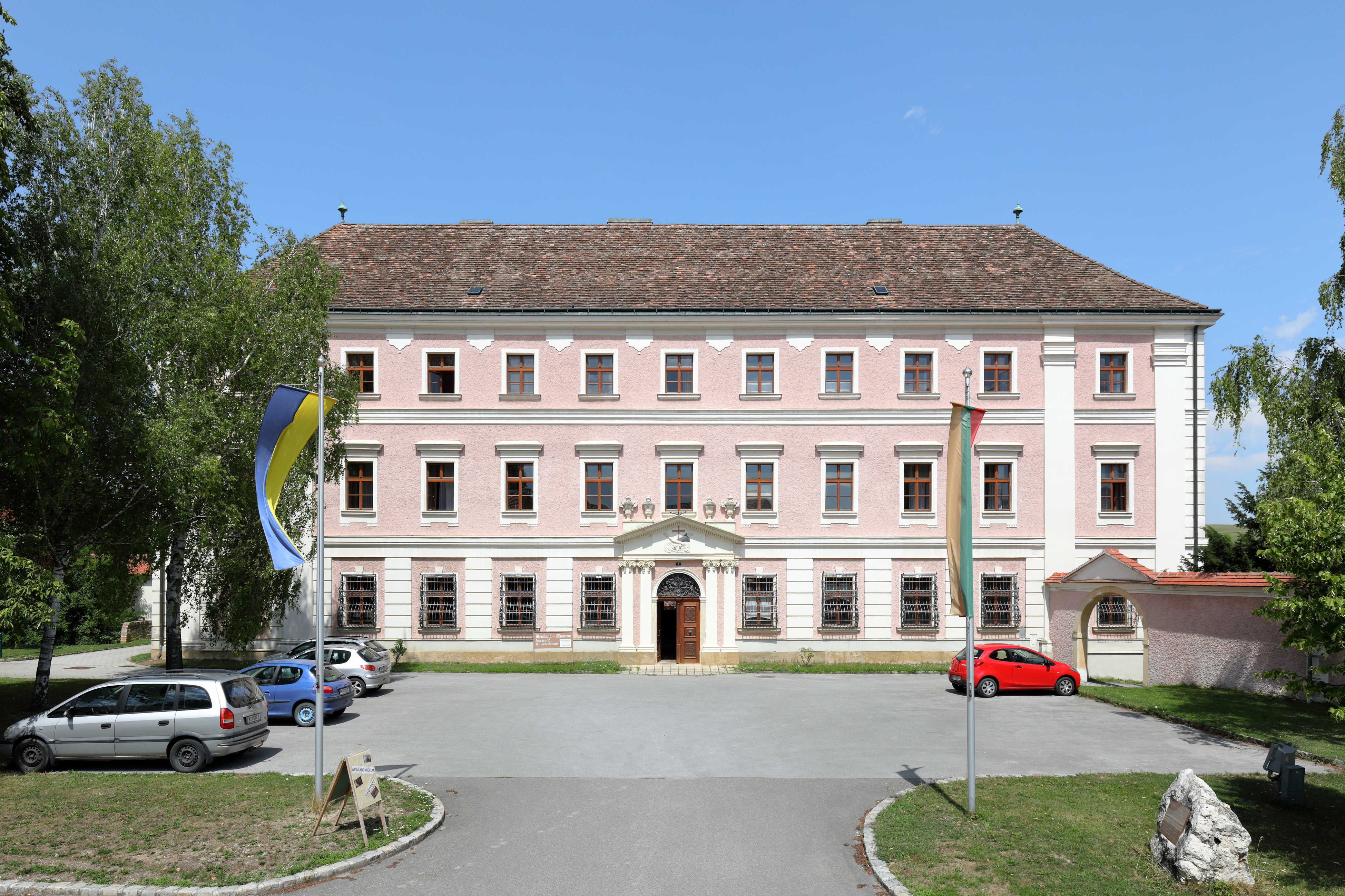
Das Minoritenkloster, in dem im Erdgeschoß das Weinlandmuseum beheimatet ist

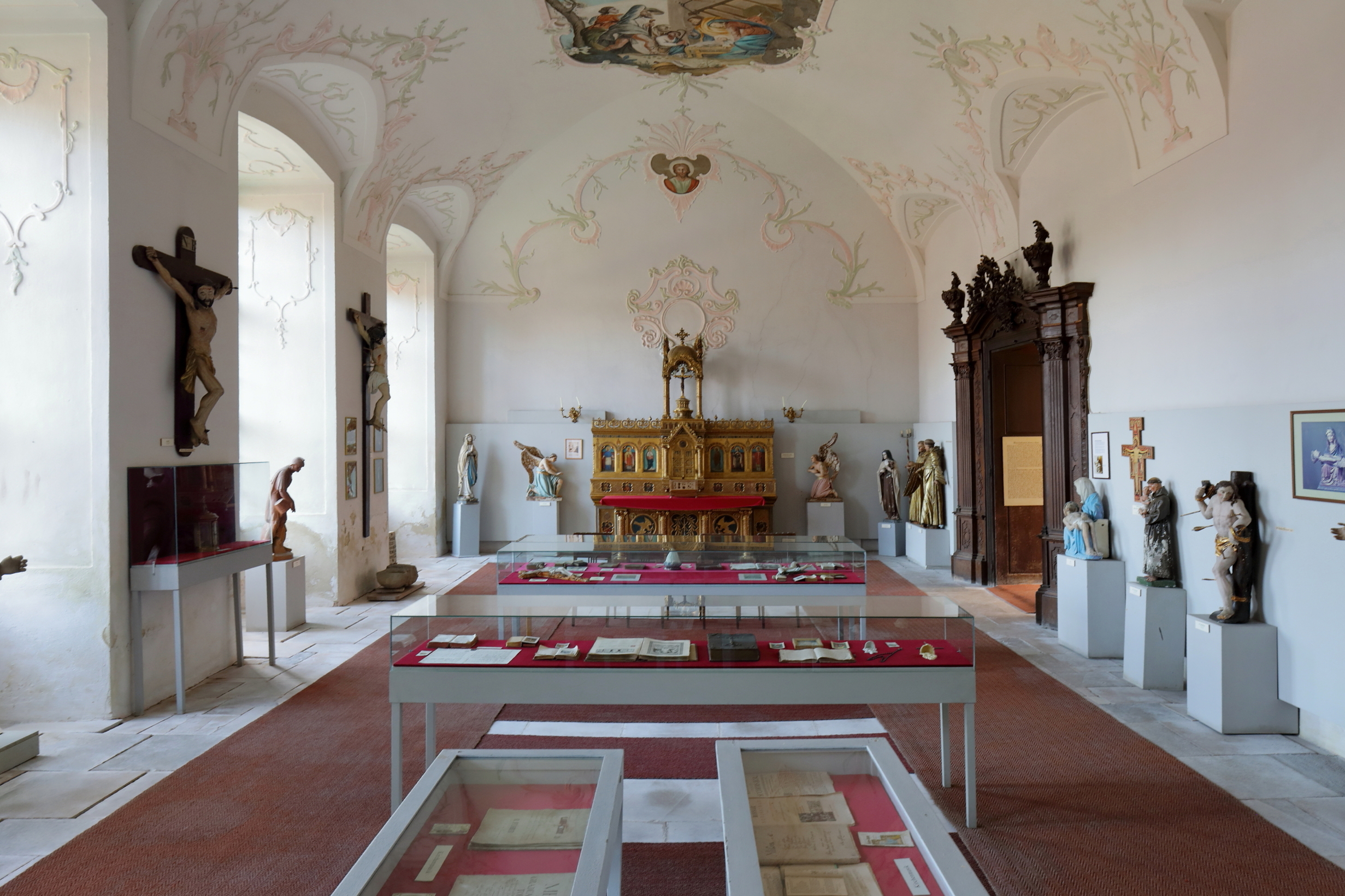
Ehemaliges Refektorium, das als Schauraum für sakrale Gegenstände genutzt wurde

Das Minoritenkloster ist ein Gebäude in der Marktgemeinde Asparn an der Zaya. Hier war das Weinlandmuseum, ein Regionalmuseum (Heimatmuseum), das von 1950 bis 2020 bestand, untergebracht.

## Gebäude
Das Klostergebäude wurde 1624 durch Bischof Leopold von Passau auf Antrag von Seyfried Christoph von Breuner gegründet und am 20. Oktober 1632 erfolgte die Ausstellung der Stiftungsurkunde. Der Vorgängerbau brannte 1740 ab. Im Jahr 1745 erfolgte die Grundsteinlegung für den Neubau, ein vierflügeliger, dreigeschoßiger Bau unter Satteldächer, den Baumeister Ludwig Kaltner ausführte.
Die Südfassade beziehungsweise Hauptfassade ist durch Kordongesimse und Eckbänderung sowie Pilaster, die die beiden äußeren Achsen einrahmen, gestaltet. Das barocke Eingangsportal ist von ionischen Doppelpilastern eingefasst und trägt einen Dreiecksgiebel mit Zahnschnitt, der von Vasen gekrönt ist; im Giebelfeld ist das Wappen der Minoriten dargestellt.
Das gänzliche Erdgeschoß mit dem ehemaligen Kreuzgang wird als Schauraum genutzt. Unter anderem auch das ehemalige Refektorium, ein vierachsiger Saal unter Tonnengewölbe, in dem sakrale Schaustücke ausgestellt sind. Das erste Obergeschoß dient als Pfarramt und Konvent und das zweite Obergeschoß für Wohnungen.

## Weinlandmuseum
Das Museum wurde 1950 als „Heimatmuseum Asparn“ von Heinrich Schöfmann gegründet und war vorerst in zwei Räumen im Gemeindehaus untergebracht. 1951 erfolgte ein Umzug in das Schloss mit zwölf Schauräumen, nachdem die Gemeinde das Schloss anmietete. Mit Hilfe des Bundes und des Landes fand 1955 eine Erweiterung und Neugestaltung statt und es erfolgte die Umbenennung in Weinlandmuseum, um die regionale Bedeutung hervorzuheben. In weiterer Folge begann man mit dem Bau des „Urgeschichtlichen Freilichtmuseums“ in Schlosshof. Nachdem das Schloss eine Außenstelle des „NÖ Landesmuseums“ wurde und man darin das Museum für Urgeschichte des Landes Niederösterreich einrichtete, erfolgte der Umzug des Weinlandmuseums in das Minoritenkloster.
Aus einer Sonderausstellung 1978 im Weinlandmuseum und dessen schulischen Beständen ist 1980 das in der Volksschule Michelstetten untergebrachte „NÖ Schulmuseum“ hervorgegangen. Ab 2005 wurde dieses völlig umgestaltet und 2007 unter dem Namen „Michelstettner Schule“ wiedereröffnet.
In 25 Schauräumen im Erdgeschoß des Minoritenklosters wurden Geschichte, Kunst und Volkskultur der näheren und weiteren Umgebung (Weinviertel) dokumentiert.
Das Weinlandmuseum wurde 2020 geschlossen, weil die Anzahl der Besucher zu gering war und bauliche Mängel zur Schädigung der Exponate führten.

## Belege
1. 1 2 3  Dehio-Handbuch: Niederösterreich, nördlich der Donau; Verlag Berger, Horn/Wien 2003, S. 52
2. ↑  Franziskaner-Minoriten: Kloster Asparn an der Zaya (Seite nicht mehr abrufbar, festgestellt im März 2024. Suche in Webarchiven)  Info: Der Link wurde automatisch als defekt markiert. Bitte prüfe den Link gemäß Anleitung und entferne dann diesen Hinweis.; abgerufen am 7. Aug. 2017
3. ↑  Infotafel im Museum; eingesehen am 30. Juli 2017
4. ↑  Museumsmanagement Niederösterreich: Michelstetter Schule; abgerufen am 6. Aug. 2017
5. ↑  Gemeinde Asparn an der Zaya: Weinlandmuseum (Seite nicht mehr abrufbar, festgestellt im Februar 2021. Suche in Webarchiven); abgerufen am 6. Aug. 2017
6. ↑  Aus für Weinlandmuseum in Asparn. 29. Januar 2021, abgerufen am 16. Februar 2021.

Koordinaten: 48° 35′ 21″ N, 16° 29′ 34″ O